# Boulevard de la République (La Garenne-Colombes)
Pour les articles homonymes, voir Boulevard de la République.
Le boulevard de la République est une voie de communication située à La Garenne-Colombes (Hauts-de-Seine).

## Situation et accès

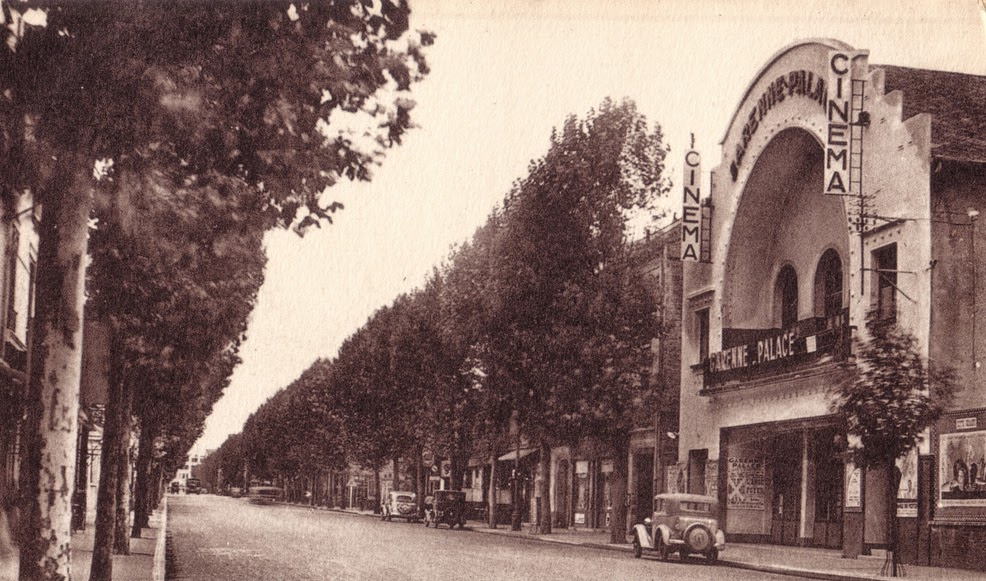
Ancien cinéma Garenne-Palace

Ce boulevard suit le tracé de la route départementale 908, ancienne route nationale 308.
Il part de la place de Belgique, ancien rond-point de Charlebourg puis renommée Place Charlebourg, desservie par la gare de La Garenne-Colombes. Se dirigeant vers l'est, il rencontre notamment le carrefour de la rue Sartoris et de l'avenue Joffre.
Plus loin, le rond-point du Souvenir Français (anciennement place Jean-Baillet), où convergent les rues de la garenne de Colombes, rue de l'Aigle, rue Voltaire et rue Jean-Bonal, dont il est le centre. Avant d'arriver au rond-point de l'Europe, il croise sur sa droite, la rue Raymond-Ridel.

## Historique

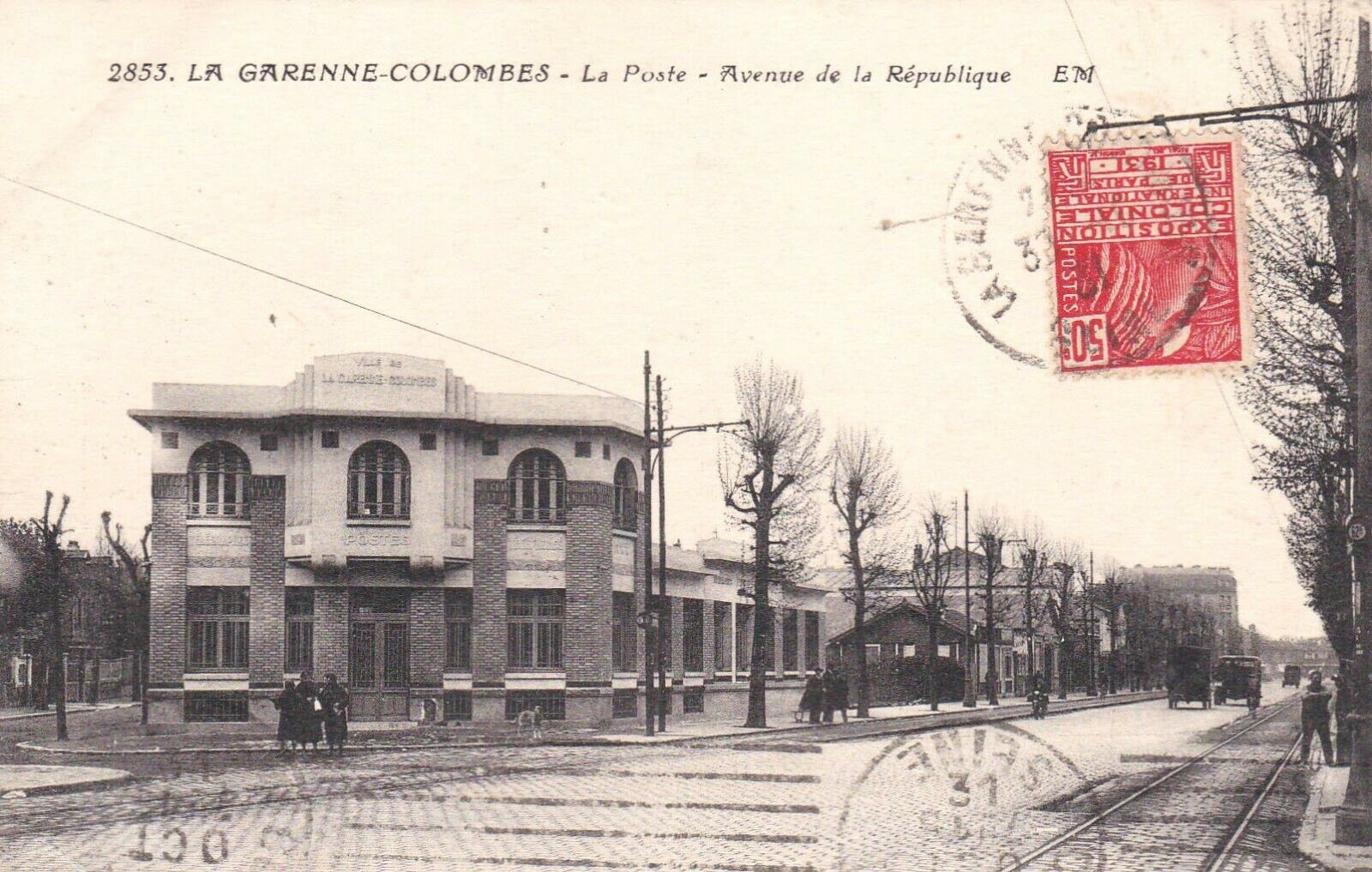
La Garenne-Colombes, avenue de la République, la Poste

La RD 908 qui relie la porte de Champerret à la place de Belgique, portait au XIXe siècle le nom de boulevard Bineau sur tout son tracé, nom encore conservé à Neuilly-sur-Seine et aussi à Courbevoie dans l'expression Pont Bineau.

## Bâtiments remarquables et lieux de mémoire
- Garenne de Colombes
- Mairie de La Garenne-Colombes[3]
- Parc du Docteur Victor-Roy
- Ancien cinéma Garenne-Palace, démoli en 1964[4].